# باشگاه فوتبال آزد پیچرنو
باشگاه فوتبال آزد پیچرنو (انگلیسی: AZ Picerno) یک باشگاه فوتبال مستقر در پیچرنو، ایتالیا است که در حال حاضر در سری سی، سومین سطح لیگ فوتبال در این کشور به فعالیت می‌پردازد.
آن‌ها بازی‌های خانگی خود را در ورزشگاه دوناتو کورچیو، مستقر در پیچرنو انجام می‌دهند که به اندازه ۲۰۰۰ صندلی گنجایش پذیرش تماشاگر دارد.

## تاریخچه
باشگاه آزد پیچرنو در سال ۱۹۷۳ تأسیس شد و عمدتاً به عنوان یک باشگاه آماتور در لیگ‌های پایین‌تر سیستم فوتبال ایتالیا در طول تاریخ خود فعالیت می‌کرد.
این باشگاه با کمک دوناتو کورچیو، یک بومی محلی که در دهه ۱۹۵۰ به ایالات متحده مهاجرت کرده بود، وضعیت خود را تغییر داد. او ابتدا یک میلیون یورو برای ساخت یک استادیوم فوتبال جدید (که به نام خود او نامگذاری شده است) در پیچرنو اهدا کرد و سپس در سال‌های بعد به‌طور مستقیم در باشگاه سرمایه‌گذاری کرد.
در فصل ۱۹۸۴–۱۹۸۵، این باشگاه برای اولین بار به لیگ پروموزیونه راه پیدا کرد و با پیروزی در مسابقه پلی‌آف مقابل موریسه به این موفقیت دست یافت. این تیم به مدت هشت فصل در پروموزیونه باقی ماند تا اینکه در فصل ۱۹۹۲–۱۹۹۳ به دسته اول سقوط کرد. در سال ۱۹۹۶، ادغام بین پلی‌اسپورتیو پیچرنو و آزد '۸۱، که تا آن زمان در بخش جوانان فعالیت می‌کرد، صورت گرفت و پلی‌اسپورتیو آزد پیچرنو تأسیس شد.
پس از نه سال حضور در لیگ‌های دسته اول و دوم، در فصل ۲۰۰۱–۲۰۰۲ این باشگاه دوباره به پروموزیونه راه یافت و قهرمانی لیگ پریما کتگوریا را کسب کرد، در حالی که در فصل بعد به اچلنتسا دعوت شد. این تیم برای اولین بار به این لیگ راه پیدا کرد و به مدت یک دهه در آن باقی ماند.
در فصل ۲۰۱۳–۲۰۱۴، این باشگاه برای اولین بار قهرمان جام حذفی ایتالیا در سطح آماتور در باسیلیکاتا شد و در ضربات پنالتی بر رئال تولوه غلبه کرد. در فصل ۲۰۱۴–۲۰۱۵، قهرمان لیگ اچلنتسا شد و اولین صعود خود به سری دی را کسب کرد.
فصل آغازین در سری دی، ۲۰۱۶–۲۰۱۵، با سقوط سریع به اچلنتسا به پایان رسید، اما باشگاه‌های باسیلیکاتا دوباره به این لیگ دعوت شدند تا تعداد تیم‌ها کامل شوند.
در سری سی، آزد پیچرنو اولین امتیاز خود را در برابر باشگاه فوتبال کاواسه ۱۹۱۹ در اولین روز مسابقات با نتیجه ۱–۱ کسب کرد. این تیم فصل فصل را در جایگاه شانزدهم به پایان رساند و سپس با پیروزی در پلی‌آوت‌ها مقابل باشگاه فوتبال رنده به بقاء دست یافت، اما به دلیل شرط‌بندی مربوط به بازی در ماه مه ۲۰۱۹ مقابل بیتونتو، در رقابت‌های سری دی، این باشگاه به آخرین جایگاه تنزل یافت و با سقوط کردن تنبیه شد.
در ۱۸ آوریل ۲۰۱۹، پیچرنو با امتیاز بالاتر نسبت به رقبا، اولین صعود تاریخی خود به سری سی را پس از تساوی ۰–۰ با تارانتو تضمین کرد که به آنها مقام اول در گروه اچ از سری دی را اهدا کرد.
به دلیل محدودیت‌ها در استادیوم محلی «دوناتو کورچیو»، که برای بازی‌های لیگ حرفه‌ای نامناسب بود، پیچرنو بازی‌های خانگی خود را در فصل ۲۰۲۰–۲۰۱۹ سری سی، در ورزشگاه آلفردو ویویانی در همسایگی پوتنزا برگزار کرد.
در پایان فصل، پیچرنو بلافاصله به سری دی سقوط کرد و حضور کمرنگ و کوتاه مدتی را در سری سی تجربه کرد.
پس از اتمام فصل ۲۰۲۱–۲۰۲۰ سری دی، آن‌ها به مقام دوم دست یافتند و باشگاه فوتبال پیچرنو دوباره به سری سی صعود کرد.